# Cathédrale Saint-Macartan de Clogher
Cette  cathédrale n’est pas la seule cathédrale Saint-Macartan.
La cathédrale Saint-Macartan de Clogher est une cathédrale anglicane du Royaume-Uni, située en Irlande du Nord.
Elle est la cathédrale historique du diocèse de Clogher, qui en possède — dans sa succession anglicane — une deuxième, Saint-Macartin d’Enniskillen.

## Histoire

### Fondation
Le futur saint Macartan (ou Aedh MacCairthinn, † 506) est connu comme le compagnon et l’« homme fort » (tréanfhear) de saint Patrick. Selon la légende, ce dernier l’aurait laissé à cet endroit, fatigué de leurs voyages communs, en lui disant : « Fonde une église ici, nous ne devrions pas être trop près [d’Armagh] pour la familiarité, ni trop loin pour la communication. » Il devient ainsi le premier évêque du diocèse de Clogher, peut-être le plus ancien d’Irlande.
Le nom du village signifie à l’origine « pierre d’or » (Cloch-Ór). Il s’agirait d’une pierre cérémoniale druidique, recouverte d’or. Elle aurait été donnée à Macartan par un noble païen. Elle est conservée dans l’actuelle cathédrale.

### Édifice actuel

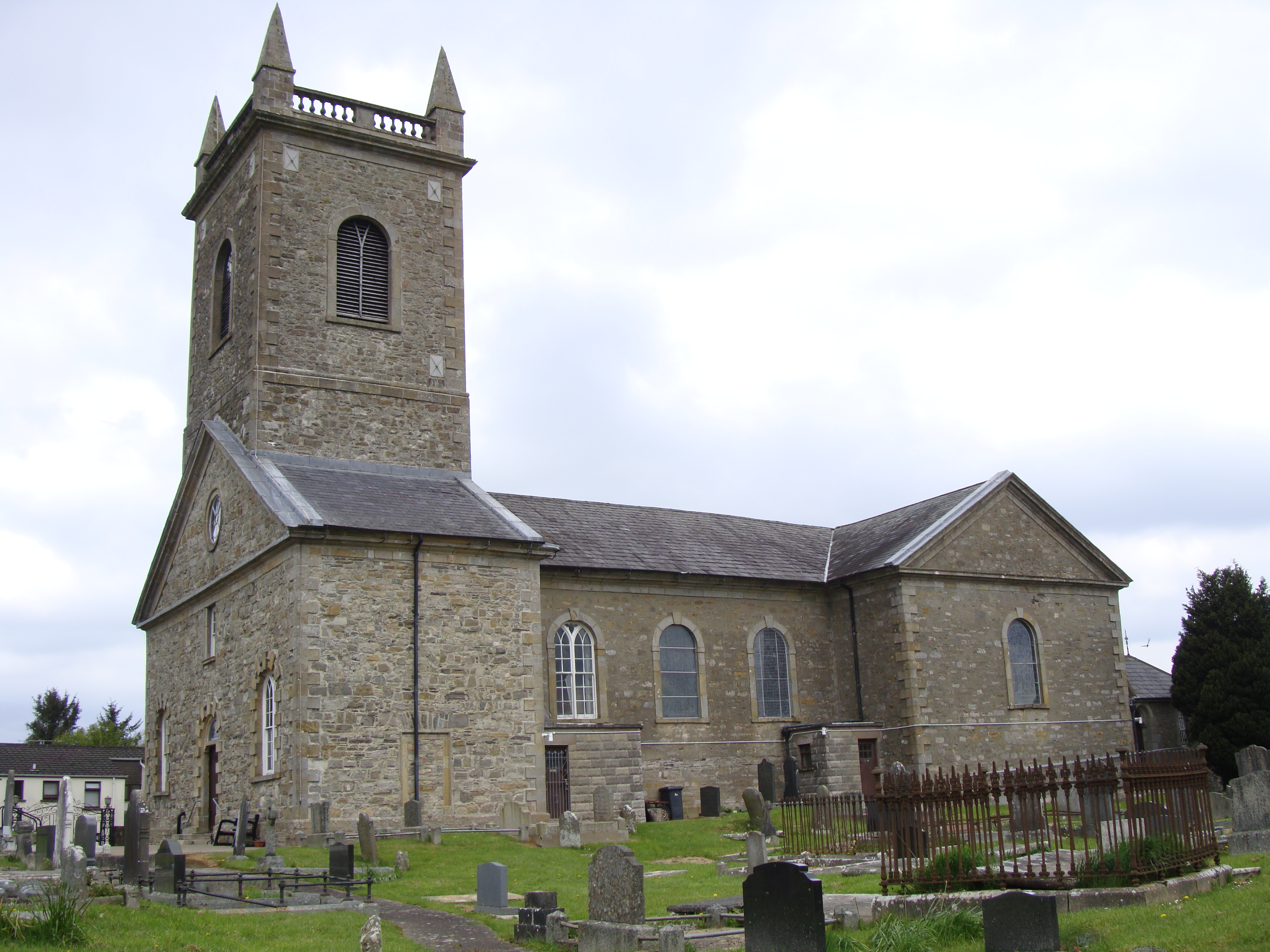
Vue latérale de l’édifice.

La cathédrale actuelle est construite en 1295, accompagnée d’une petite chapelle ou oratoire. Des cloches sont présentes dès cette époque.
En 1622, la cathédrale est attestée[réf. nécessaire] entièrement en ruine. C’est à cette période — cinq années plus tard, précisément — qu’est achevée la cathédrale Saint-Macartin d’Enniskillen, qui est la deuxième cathédrale du diocèse. La cathédrale actuelle est reconstruite en 1744 par l’architecte James Martin, alors que John Stearne est évêque. Mgr Robert Clayton ajoute une cloche en 1751, venant de la fonderie Rudhall de Gloucester.
Elle est améliorée au cours des années 1780. Une ou deux cloches sont ajoutées en 1781. Le cimetière — qui existait depuis le VIe siècle — est élargi en 1786 à sa taille actuelle de 0,8 hectare (2 acres).
L’édifice est restauré dans les années 1950, avec l’amélioration du carillon en 1951 par l’entreprise John Taylor and Co. de Loughborough, alors que le recteur est le chanoine R.A. Mollan.

### Articles liés
- Liste des cathédrales d’Irlande
- Maccartan de Clogher
- Diocèse catholique de Clogher